# Mas-Blanc-des-Alpilles
Mas-Blanc-des-Alpilles är en kommun i departementet Bouches-du-Rhône i regionen Provence-Alpes-Côte d'Azur i sydöstra Frankrike. Kommunen ligger  i kantonen Tarascon som ligger i arrondissementet Arles. År 2022 hade Mas-Blanc-des-Alpilles 537 invånare.

## Befolkningsutveckling
Antalet invånare i kommunen Mas-Blanc-des-Alpilles
Referens:INSEE